# فرودگاه بین‌المللی گاوشیونگ
 فرودگاه بین‌المللی گاوشیونگ (به انگلیسی: Kaohsiung International Airport) یک فرودگاه همگانی مسافربری با کد یاتا KHH است که یک باند فرود بتن دارد و طول باند آن ۳۱۵۰ متر است. این فرودگاه در کشور چین قرار دارد و در ارتفاع ۹ متری از سطح دریا واقع شده است.

## شرکت‌های هواپیمایی و مقصدهای پروازی
| شرکت‌های هواپیمایی       | مقصدهای پروازی | Ref   |
| ----------------------- | --- | ----- |
| ایرآسیا                 | کوالالامپور |       |
| Air Busan               | گیمهی |       |
| ایر ماکائو              | ماکائو |       |
| دراگون‌ایر               | هنگ کنگ |       |
| چاینا ایرلاینز          | سووارنابومی، پکن، چنگچینگ ییانگبی، هنگ کنگ، کوماموتو، نینوی آکوئینو، ناها، کانزای، نیو چیتوز، اینچئون، شانگهای پودنگ، شنژن بن، چانگی سنگاپور، ناریتا |       |
| هواپیمایی شرقی چین      | نانچانگ چانگبی, نانجینگ لوکو، ووهان تیانهه، سانن شوفانگ                                                                                              |       |
| هواپیمایی جنوبی چین     | ووهان تیانهه |       |
| Daily Air               | کیمی، وانگ-آن |       |
| اوا ایر                 | فوکوئوکا، بایون گوآنگجو، ماکائو، نینگبو لیشه، کانزای، اینچئون، شانگهای پودنگ، تیانجین بینهای، ناریتا                                                 |       |
| فار ایسترن ایر ترنسپورت | چنگدو شوانگلیو, هایکو میلان, کینمن، ماگونگ | [ ۲ ] |
| خطوط هوایی ژاپن         | ناریتا |       |
| ججو ایر                 | اینچئون |       |
| جونیائو ایرلاینز        | شانگهای پودنگ |       |
| مندرین ایرلاینز         | چانگشا هوانگهوا، هانگجو ژیاشان، هنگ کنگ، زیامن گائوچی                                                                                                |       |
| مندرین ایرلاینز         | هوالین، ماگونگ | [ ۳ ] |
| Peach                   | کانزای |       |
| Scoot                   | کانزای، چانگی سنگاپور |       |
| اسپرینگ ایرلاینز        | شانگهای پودنگ |       |
| Thai Smile              | فصلی: سووارنابومی (آغاز از ۱ اکتبر ۲۰۱۷) | [ ۵ ] |
| تایگرایر تایوان         | ماکائو، ناها، کانزای، ناریتا | [ ۹ ] |
| Uni Air                 | فوژو چنگل، هانگجو ژیاشان، کونمینگ چانگشوی، سانن شوفانگ                                                                                               |       |
| Uni Air                 | کینمن، ماگونگ Military Charter: پراتاس آیلند |       |
| Vanilla Air             | ناریتا |       |
| ویت‌جت ایر               | نوا به (آغاز از ۲۹ اکتبر ۲۰۱۷), تان سون نهات |       |
| ویتنام ایرلاینز         | نوا به، تان سون نهات |       |
| ژیامن ایرلاینز          | فوژو چنگل، زیامن گائوچی |       |

Countries with direct flights to Kaohsiung and top 20 cities

Several airlines such as چاینا ایرلاینز and Uni Air operate charter flights from Kaohsiung to many Japanese cities including آساهیکاوا، هوکایدو، هاکوداته، ساپورو، هاناماکی، اوبیهیرو، هوکایدو، ناکازاکی and کوماموتو, mostly during long vacations.